# SU Близнецов
SU Близнецов (лат. SU Geminorum), HD 42806 — одиночная переменная звезда в созвездии Близнецов на расстоянии приблизительно 15656 световых лет (около 4800 парсек) от Солнца. Видимая звёздная величина звезды — от +14,1m до +9,8m.

## Характеристики
SU Близнецов — пульсирующая переменная звезда типа RV Тельца (RVB) спектрального класса F5-M3, или F8/G0Ib, или G5I, или Mc. Светимость — около 600 солнечных. Эффективная температура — около 4066 К.